# Ormus (Reich)

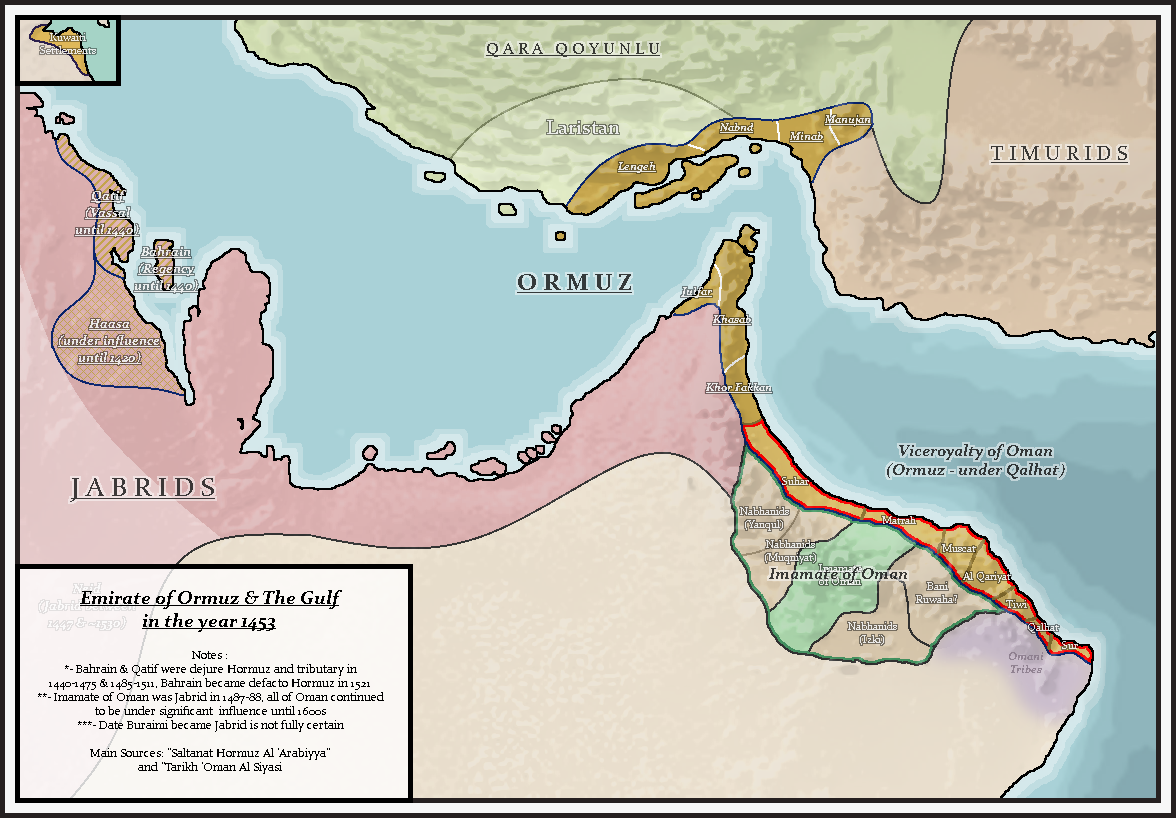
Das Reich Ormus im Jahre 1453

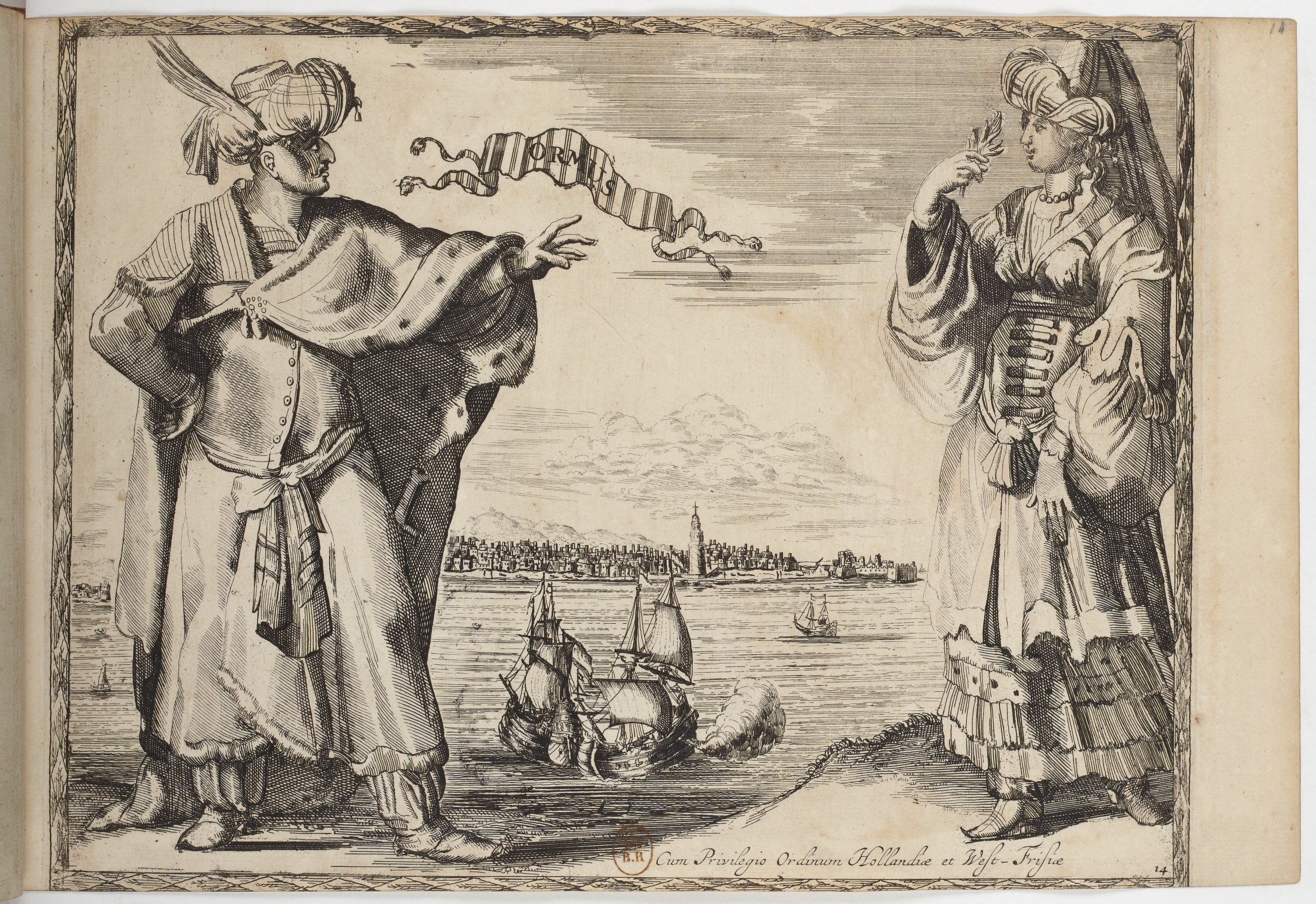
Kostüme aus Ormus aus einem Werk von 1670.

Das Königreich Ormus oder auch Königreich Hormuz (arabisch هرمز, portugiesisch Ormuz) existierte zwischen dem 10. und 17. Jahrhundert im Persischen Golf. Es wurde im 10. Jahrhundert von arabischen Prinzen gegründet und kam später unter persische und portugiesische Oberherrschaft. Der Stadtstaat Ormus geht bis in das 13. Jahrhundert zurück, als es den Sklavenmarkt zwischen Afrika und Arabien und Chorasan und Persien kontrollierte. Auf seinem Höhepunkt im 13. bis 14. Jahrhundert war Ormus ein mächtiger Seefahrerstaat mit einer großen und aktiven Handelsflotte und einer starken Marine. Petrashevsky gibt die Größe der Flotte mit bis zu 500 Kampfschiffe an, jedoch hatten diese Schiffe keine Kanonen.

## Der Name Ormus
Der Name des Reiches stammt von der befestigten Hafenstadt und gleichzeitigen Hauptstadt Ormus an der Südküste Persiens. Später wurde die Stadt verlassen und neu auf einer Insel gegründet, die nach der Stadt bald auch Ormus genannt wurde. Die Insel liegt an der strategisch wichtigen Straße von Hormus, von wo aus das Königreich die ausgehenden Handelsrouten des Persischen Golfes nach Indien und Ostafrika kontrollierte.
Die Volksetymologie sieht im Namen „Hormuz“ die mittelpersische Version der persischen Gottheit Ahura Mazda. Alternativ wurde vorgeschlagen, dass der Name von Hur-Muz 'Ort der Datteln' abgeleitet ist. Eine weitere Möglichkeit ist, dass es vom griechischen Wort für Όρμος (Órmos) für Bucht abstammt. Der Name der tatsächlichen städtischen Siedlung, die als Hauptstadt des alten Hormoz-Königreichs fungierte, wurde auch mit Naband oder Dewankhana angegeben. Das Gebiet um Alt-Hormoz war bei Ibn Battūta auch als Mogostan (Mughistan) bekannt.

## Alt-Hormoz und Neu-Hormoz
Die ursprüngliche Stadt Hormoz befand sich auf dem iranischen Festland in der Provinz Kerman. Zur Zeit des Konfliktes zwischen den Ilchanen und den Tschagatai wurde das alte Hormoz verlassen. Stattdessen zogen die Einwohner 1301, angeführt von ihrem König Baha ud-Din Ayaz und seiner Frau Bibi Maryam, auf die Nachbarinsel Dscharun.
Patricia Risso schreibt:

„In the eleventh century, Saljûq Persia developed at the expense of what was left of Buwayhid Mesopotamia and the Saljûqs controlled ‘Umânî ports from about 1065 to 1140. Fâtimid Egypt attracted trade to the Red Sea route and away from the Persian Gulf. These shifts in power marked the end of the [Persian] Gulf's heyday, but the island ports of Qays and then the mainland port of Hormoz (at first tributary to Persia) became renowned entrepôts. The Hurmuzî rulers developed Qalhât on the ‘Umânî coast in order to control both sides of the entrance to the Persian Gulf. Later, in 1300, the Hurmuzî merchants cast off Persian overlordship and reorganized their entrepôt on the island also called Hurmuz and there amassed legendary wealth. The relationship between the Nabâhina and the Hurmuzîs is obscure.“

„Im elften Jahrhundert entwickelte sich das seldschukische Persien auf Kosten der Überreste der Buyiden aus Mesopotamien und den von Seldschuken kontrollierten Omânî-Häfen von etwa 1065 bis 1140. Das fatimidische Ägypten verlagerte den Seehandel ans Rote Meer und weg vom Persischen Golf. Diese Machtverschiebungen markierten das Ende der Blütezeit des [Persischen] Golfs, aber die Inselhäfen von Qays und dann der Festlandhafen von Hormoz (zunächst ein Vasall Persiens) wurden zu bekannten Zolllagern. Die Hurmuzî-Herrscher entwickelten Qalhat an der Küste von Oman, um beide Seiten des Eingangs zum Persischen Golf zu kontrollieren. Später, im Jahr 1300, legten die Hurmuzî-Kaufleute die persische Oberherrschaft ab und organisierten ihr Zolllager auf der Insel, auch Hurmuz genannt, neu und sammelten dort legendären Reichtum an. Die Beziehung zwischen den Nabâhina und der Hurmuzîs ist obskur.“

Guillaume Thomas François Raynal berichtet über Ormus:

„Hormúz became the capital of an empire which comprehended a considerable part of Arabia on one side, and Persia on the other. At the time of the arrival of the foreign merchants, it afforded a more splendid and agreeable scene than any city in the East. Persons from all parts of the globe exchanged their commodities and transacted their business with an air of politeness and attention, which are seldom seen in other places of trade. The streets were covered with mats and in some places with carpet, and the linen awnings which were suspended from the tops of the houses, prevented any inconvenience from the heat of the sun. India cabinets ornamented with gilded vases, or china filled with flowering shrubs or aromatic plants adorned their apartments. Camels laden with water were stationed in the public squares. Persian wines, perfumes, and all the delicacies of the table were furnished in great abundance, and they had the music of the East in its highest perfection … In short, universal opulence, an extensive commerce, politeness in the men and gallantry in the women, united all their attractions to make this city the seat of pleasure.“

„Ormus wurde die Hauptstadt eines Reiches, das einerseits einen beträchtlichen Teil Arabiens und andererseits Persien umfasste. Zum Zeitpunkt der Ankunft der ausländischen Kaufleute bot es eine prächtigere und angenehmere Szene als jede andere Stadt im Osten. Menschen aus allen Teilen der Welt tauschten ihre Waren aus und tätigten ihre Geschäfte mit einem Hauch von Höflichkeit und Aufmerksamkeit, wie sie an anderen Handelsplätzen selten zu finden sind. Die Straßen waren mit Matten und an einigen Stellen mit Teppich bedeckt, und die Leinenmarkisen, die an den Oberseiten der Häuser aufgehängt waren, verhinderten Unannehmlichkeiten durch die Hitze der Sonne. Mit vergoldeten Vasen verzierte indische Schränke oder mit blühenden Sträuchern oder aromatischen Pflanzen gefülltes Porzellan schmückten ihre Wohnungen. Mit Wasser beladene Kamele waren auf den öffentlichen Plätzen stationiert. Persische Weine, Parfums und alle Köstlichkeiten des Tisches waren in großer Menge eingerichtet, und sie hatten die Musik des Ostens in ihrer höchsten Perfektion… Kurz gesagt, universelle Opulenz, ein ausgedehnter Handel, Höflichkeit bei den Männern und Galanterie bei den Frauen vereinte alle ihre Attraktionen, um diese Stadt zum Sitz des Vergnügens zu machen.“

## Geschichte
Es gibt drei Perioden in der Geschichte des Königreichs Ormus: Zuerst wanderte Mohammed Diramku im elften Jahrhundert von Oman an die iranische Küste aus. Die Hauptstadt wurde im 14. Jahrhundert auf die Insel Ormus verlegt. In der zweiten Periode überholte Ormus die Handelsmacht Kisch und wurde zum größten Handelszentrum im Persischen Golf. Die letzte Periode beginnt mit dem Angriff der Portugiesen unter Alfonso von Albuquerque.

### Die alten Könige – Muluk al-Qadim
Der älteste Hinweis auf ein Königreich Hormoz ist die „Geschichte der Könige der Region“ von Schabankareyi, die eine Dynastie der „alten Könige von Hormoz“ erwähnt, bekannt als Deramkū-Dynastie (Al Deramkū). Der Gründer war Mohammed Deramkū, der Ende des 11. oder frühen 12. Jahrhunderts aus dem Oman in die Region Hormoz, genannt Mughistan, kam. Schabankareyi sagt seinerseits, dass die Deramku-Dynastie tatsächlich lokale Ursprünge hatte. Mohammeds Umzug aus dem Oman nach Hormoz könnte durch den Zusammenbruch der Buyiden-Macht in der Region nach dem Tod des Buyiden al-Malik al-Rahim im Jahr 1059 verursacht worden sein. Der omanische Ursprung könnte einfach auf dem späteren Ursprung von Mahmud Qalahati beruhen, der ebenfalls aus der Region Oman stammte und die Deramkū-Dynastie ablöste.
Durch die Kontrolle von Teilen des Omans, Minab und Mūghistān gelang es Deramkū, eine Machtbasis auf der Ostseite der Straße von Hormoz zu schaffen und in direkten Wettbewerb mit den Herrschern von Kisch zu treten, die zuvor Vasallen der Buyiden von Fārs waren. Hormoz rivalisierte zusammen mit Kerman gegen Kisch und Schiras, was Hormoz zu einem wichtigen Bindeglied in Kermans Vorherrschaftsansprüchen im Handel am Persischen Golf macht das Arabische Meer.
Wir wissen nicht viel über Mohammeds Nachfolger außer deren Namen. Er scheint von seinem Sohn Sulaimān abgelöst worden zu sein, der wiederum von seinem Sohn Isā Jāshū abgelöst wurde. Die Betitelung des letzteren als Jāshū (Marinesoldat) könnte etwas über die herrschende Gesellschaft des alten Hormoz aussagen. Muhammad Deramkū selbst hatte es geschafft, Mūghestān und Mināb mit Hilfe von omanischen Jashu-Soldaten zu erobern und so die Vorherrschaft der Marineoffiziere und Seeleute in einem Königreich zu etablieren, das im Wesentlichen eine Thalassokratie war, deren Territorium größtenteils aus Wasser bestand.
‘Isās Nachfolger hieß Laschkari. Er scheint kein aktiver Herrscher gewesen zu sein und trat zugunsten seines Sohnes Kay Qubad beiseite. Die Nachfolger des letzteren waren seine beiden Söhne, ‘Isa und Mahmud. Die Zweige der Familie kämpften offenbar gegeneinander, als Tāj ud-Dīn Schahanschah, Sohn des Mahmud, im Konflikt mit einem Onkel Malik Saif ud-Dīn Abu Nasr, dem Sohn von Kay Qobad, stand. Schahanschah suchte eine engere Beziehung zum Choresm-Schah Malik Dinār, Herrscher von Kerman. Dieser nutze die Rivalität zwischen Ormus und Kisch zu seinem Vorteil und presste Schahanschah einen hohen Tribut ab. Aber die dadurch verursachten Unruhen führten zur Machtübernahme des Malik Saif ud-Dīn Abu Nasr.
Abu Nasr, ein Expansionist, nutzte die Schirmherrschaft der Salghuriden von Fars, um seine alten Feinde zu besiegen. So fiel er am 8. Mai 1229 auf Kisch ein, töteten den Herrscher Malik Sultān und beendeten mit der Dynastie der Banu Qaissar auch die Vormachtstellung Kischs in der Region am Persischen Golf. Doch mit der Zeit verschlechterte sich die Beziehung zu den Salghuriden, so dass deren Herrscher Abu Bakr Abu Nasr tötete und Ormus annektierte. Abu Bakr setzte als neuen Vasall Schihāb ud-Dīn Muhammad, Sohn des ‘Isa und Enkel des Kay Qobad, ein. Der neue Herrscher heiratete seine Cousine Bībī Nāssir ud-Dīn, die Tochter des getöteten Abu Nasr. Die Königin war als Herrscherin und politische Spielerin viel besser begabter als ihr Ehemann. Vielleicht erkannte Bībī Nāssir ud-Dīn die prekäre Lage, in die ihr Vater und Onkel Ormus zwischen all den größeren Mächten der Region gebracht hatten, und suchte deshalb einen Mann, der ihr helfen konnte, die relative Unabhängigkeit von Ormus wiederzugewinnen. Der Mann sollte Abulmakārim Rukn ud-Dīn Mahmud Qalhati sein.

### Die neuen Könige – Muluk Jadid
Bībī Nāssir ud-Dīn und Mahmud Qalhati entledigten sich Schihab ud-Dīn Muhammads mit Gift und nutzten 1248 die Unordnung am Hofe der salghuridischen Atabegs von Fars, um ihre Herrschaft zu festigen. Quellen zeigen eine Expansion der Herrschaft von Ormus auf Teile des Oman und die Hafenstädte weiter östlich bis nach Nordindien sowie über Qalhat und Dhofar. Mahmud und Bībī Naser ud-Din nutzten die Unruhe, die durch das Verschwinden ihrer Oberherren von Kerman und Fars verursacht wurde, um ihre Macht auf beide Seiten des Persischen Golfs und des Meeres von Oman zu sichern. Zur Kontrolle des Seehandels siedelten sie an den Küsten von Makran und Sindh Händler an. Die Herrscher von Ormus hatten so ihren Schwerpunkt vom iranischen Hinterland zum Persischen Golf und dem Indienseehandel verschoben. Doch der Untergang der Salghuriden brachten den Aufstieg der Mongolen mit sich, die im Dezember 1264 den salghuridischen Herrscher exekutiert hatten. Die Salghuriden wurde mongolische Vasallen und deren Steuerpolitik und Missachtung des Handelsgleichgewichts in der Region führten schließlich zu einem Aufstand in Ormus, der von Mahmud Qalhati selbst angeführt wurde. Der folgende Krieg führte dazu, dass Mahmud Qalhati schließlich nach Kisch floh, wo der mongolische Herrscher ihn wegen einer mangelnden Marine nicht erreichen konnte. Von Kisch floh Mahmud Qalhati weiter nach Qalhat, wo er 1286 starb.
Die durch die mongolische Herrschaft in der Region verursachte Unordnung setzte sich unter der Herrschaft von Mahmuds Söhnen fort. Sein Sohn Qutb ud-D Tahn Tahmtan wurde bald getötet und von seinem Bruder Sayf ud-Dīn Nusrat abgelöst, der mit Hilfe des Qutlughchaniden-Herrschers von Kerman, Soyurghatmisch, den Thron bestieg. Zu dieser Zeit lag die Herrschaft über Fars in den Händen von Malik ul-Islam Dschamal ud-Dīn Ibrahim Tibi, der als Vasall des Ilchans Ghazan Khan herrschte. Der Verwalter der Inseln und der Küstenregionen war Ibrahim Tibis Sohn Malik al-Mu'azzam Fachruddin Ahmad, unter dessen Herrschaft wiederum Sayf ud-Dīn Nusrat in Ormus regierte. Nusrat scheint ein blutrünstiger Herrscher gewesen zu sein, der, um seine Herrschaft zu festigen, acht seiner Brüder ermordete. Zwei seiner verbliebenen Brüder, Taj ud-Dīn Mas'ūd und Schams ud-Dīn Tūrkānschah, die zunächst in Sirdschan und später am mongolischen Hof Zuflucht gesucht hatten, gelang es jedoch 1291 Nusrat zu stürzen und zu töten.

### Ayaz und Neu-Ormus

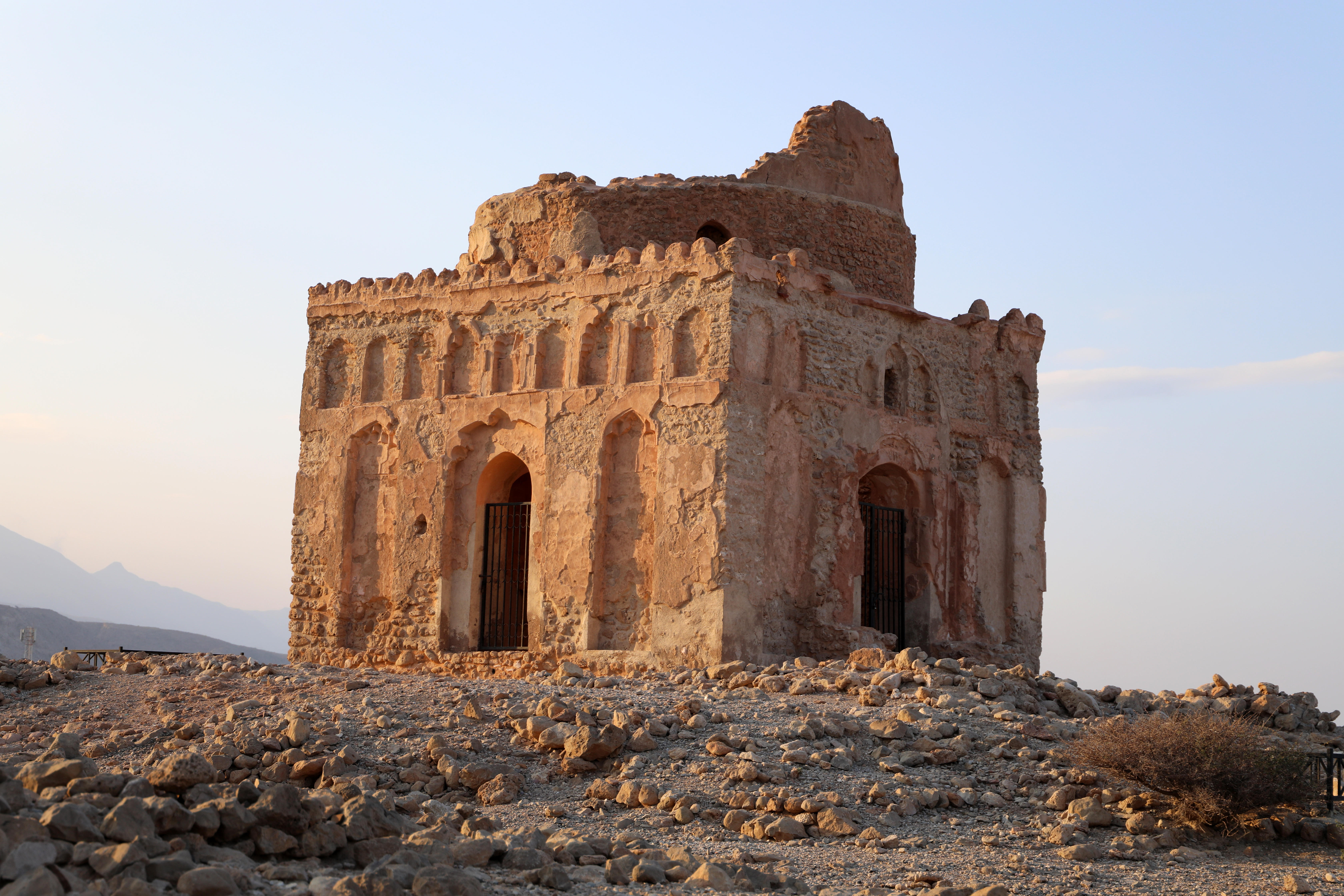
Bibi Maryams Mausoleum

Dieser Mord an Nusrat verursachte einen Aufstand in Ormus, angeführt von einer der wichtigsten und einflussreichsten Figuren in der Geschichte des Reiches, Baha ud-Dīn Ayaz, unterstützt von seiner fähigen Frau Bibi Maryam. Ayaz, ein ehemaliger Ghulam (Sklave) von Nusrat, schaffte es, Mas'ud und Turkanschah aus Ormus zu vertreiben und sie nach Kerman zu verbannen. Ayaz übernahm die Herrschaft in Ormus und erkannte schnell die Oberhoheit von Malik al-Mu'azzam, dem Sohn des Ibrahim Tibis an. Ende des 13. Jahrhunderts drohte der Konflikt zwischen den Ilchanen und ihren Verwandten vom Tschagatai-Khanat auf die Region in Fars und Ormus überzuspringen. Indem Ayaz beiden Seiten Tribut zollte, hielt er Ormus aus dem Konflikt heraus, nutze die Situation, um das Festland zu verlassen und seine Hauptstadt zu verlegen. Anscheinend hatte Ayaz bereits in einen Angriff der Tschagatai auf Fars vorausgesehen und damit den Bau einer neuen Siedlung auf der Insel Dscharun begonnen. Als die tschagataische Armee 1301 tatsächlich Fars angriff und bis an die Küste vordrang, evakuierte Ayaz sein Volk, und rettete so viele Leben und seine Reichtümer. Ab diesem Zeitpunkt an war die Insel Hauptstadt des Königreichs, und die alte Stadt Ormus blieb verlassen und zerfiel. Bibi Maryam, Ayazs Frau, wurde die Herrscherin von Qalhat und ihr wurde eine große Bautätigkeit und Wohlstand in der Region zugeschrieben.
Die Gründung Neu-Ormus' war der Beginn des Aufstiegs von Ormus als kommerzielle und politische Macht. Die Insel war ein schwieriger Standort, da alle Vorräte einschließlich des Trinkwassers vom Festland herbeigebracht werden mussten, aber sie war strategisch gut gelegen und gut zu verteidigen. Dscharun befand sich an wichtigen Schifffahrtslinien, was es insgesamt zu einem perfekten Handelszentrum für Waren aus Indien und aus dem Iran machte. Spätere Berichte sprechen über den Wohlstand der Insel (die langsam den Namen Ormus annahm), ihre erstaunlichen Basare und die Effizienz ihrer Versorgung, einschließlich staatlich finanzierter Wasserzisternen, die den Lebensunterhalt der Menschen garantierten. Ein Großteil davon wird Ayaz und seiner liberalen Politik zugeschrieben, Kaufleute aus allen Regionen zu begrüßen und ihnen Schutz zu gewähren.

### Die Restaurierung der Deramkū-Dynastie
Ayaz regierte bis 1311, als er sich nach Qalhat zurückzog und einen Enkel des Schihab ud-Dīn Mahmud, dem letzten der alten Könige von Ormus, zu seinem Nachfolger ernannte. Der neue König, Izz ud-Dīn Gurdānschah, Sohn von Salghur, war ein fähiger Krieger und ein großzügiger Herrscher, der Ayazs Politik fortsetzte. Ein Streit mit dem Herrscher von Kisch, Schaikh Nu'aim, brachte Gurdanschah in Konflikt mit dem Gouverneur der Küste und der Inseln Izz ud-Dīn Abdul-Azīz, dem anderen Sohn von Ibrahim Tibi. Dieser beanspruchte mit Unterstützung seines Lehnsherrn Öldscheitü Ormus und belagerte die Insel, was den Handel schadete. Ein Treffen zu Verhandlungen in einem Boot führte zur Gefangennahme Gurdānschahs und seiner Inhaftierung in Kisch. Bibi Sultan, Gurdānschahs Frau, wollte eine Seeexpedition gegen Izz ud-Dīn Abdul Aziz starten, doch ungünstige Bedingungen verzögerten diese Befreiungsaktion. Gurdānschah schaffte es trotzdem aus Kisch zu fliehen und nach Ormus zurückzukehren, wo er bis zu seinem Tod 1317 regierte. Der Konflikt wurde vorübergehend durch die Zahlung eines Tributs von 30.000 Dirhams an Abdul Aziz gestoppt. Nachfolger Gurdānschahs wurde sein Sohn Bahramschah, der bald von seinem Schwager (Ehemann von Gurdānschahs Tochter Bibi Naz Malek), namens Schihab ud-Din Yusef, abgesetzt und ermordet wurde. Zwei von Bahramschahs Brüdern, Tahmtan und Kay Qobad, flohen nach Kisch und später zum Tibi-Hof in Lār und baten Rukn ad-Dīn Mahmud, den neuen Herrscher von Fars und einen Bruder von Izz ud-Dīn Abdul Aziz, um Hilfe. Zusammen stürzten sie 1318 Yusef und setzen Tahmtan als neuen Herrscher ein.
Qutb ud-Dīn Tahmtan war einer der energischsten Herrscher von Ormus. Als großer Organisator ist seine Herrschaft durch die Ausweitung der Handelsmacht von Ormus, die Entwicklung der Insel Ormus selbst und die Umwandlung von Ormus zu einem Zentrum eines beeindruckenden Reiches, das sich bis zur Küste Indiens und nach Westen bis in die Region von Basra erstreckte. Er war aber auch ein brutaler Militärführer. Anfangs wurde seine Herrschaft durch Ghiyath ud-Din von Kisch bedroht, der einen Angriff gegen Ormus begann aber zurückgeworfen werden konnte. Tahmtans Rache war groß. Seine Armee eroberte Kisch, verhaftete die Königsfamilie und massakrierte einen Großteil der Bevölkerung. Die Gefangenen wurden nach Ormus gebracht und später hingerichtet. Kisch war jetzt vollständig im Königreich Ormus aufgegangen. Weitere Eroberungen brachten die Inseln Charg, Andarabi und andere Inseln weiter westlich unter Tahmtans Kontrolle. Tahmtan der unbestrittene Herrscher aller Inseln des Persischen Golfs und der Herr vieler angrenzender Küstenregionen, darunter Mughestan, Gambrūn, Rischahr, Zufar, Qalhat und Oman.
Zu diesem Wohlstand trug auch die verwirrende Lage in Fars und Kerman bei, wo nach dem Untergang der Ilchane die Nachfolgestaaten der Dschalairiden, Indschuiden und Muzaffariden sich weniger mit den Angelegenheiten der Küstenregionen und der Inseln befassten. Dies ermöglichte es Tahmtan, seine Macht zu festigen und Ormus als Zentrum seines kommerziellen Seeimperiums zu etablieren. Die Bevölkerung von Ormus bestand zu dieser Zeit aus sunnitischen und schiitischen Muslimen, Christen, Juden, Zoroastriern sowie Hindus und Buddhisten. Die Insel war bekannt für Luxus, Basare und gemischte Bevölkerung und Vielfalt der Sprachen. Zu diesem Zeitpunkt besuchte der berühmte Reisende Ibn Battūta Ormus und schrieb über seinen Wohlstand und die kulturelle Schirmherrschaft seines Herrschers Qutb ud-Dīn Tahmtan.
Die lange Herrschaft Tahmtans wurde gegen Ende durch einen Putsch unter seinem treuen Bruder Kay Qobad unterbrochen, der Tahmtans Besuch im Küstenhafen von Bandar Abbas ausnutzte und sich selbst zum König erklärte. Tahmtan leistete keinen Widerstand und zog sich nach Qalhat zurück. Doch nur ein Jahr später kehrte er nach dem Tod seines Bruders wieder auf den Thron zurück, wo er sich mit seinen Neffen noch auseinandersetzen musste. 1346 starb Tahmtan und sein Sohn Yusef folgte ihm als Turan Schah I. nach. Turan Schah setzte die tolerante Politik seines Vaters und Großvaters fort und räumte der Sicherheit des Hafens von Ormus und dem Warenverkehr durch die Straße von Ormus durch Stärkung seines Einflusses auf die Region Qalhat Priorität ein.
Ein Zeitgenosse Tahhmtans beschreibt die damalige Situation als solche:

„After having secured his country on land and sea and among Arabs and non-Arabs against his opponents, Sultan Qutb al-Din formed good relations with the sultan of sultans of Gujarat, lands of the kings (muluks) of India, Sind, Basra, Kufa, Oman, Kirman, Shiraz and so on until he stabilized his rule and dominance and spread his justice. He prepared ships and sent them everywhere. From all seaports such as Mecca, Jidda, Aden, Sofala, Yemen, China, Europe, Calicut, and Bengal they came by sea and brought superior merchandise from everywhere to there and they brought valuable goods from the cities of Fars, Iraq and Khurasan to that place. From whatever that came by sea they took one tenth, and from whatever was brought to Khurasan from [surrounding areas], they took half of one tenth, and it has remained the same way and order until now and in this year (747/1346) after ruling honorably for twenty-two years, his soul ascended to holy land.“

„Nachdem Sultan Qutb al-Din sein Reich zu Lande und zu Wasser sowie unter Arabern und Nichtarabern gegen seine Gegner gesichert hatte, knüpfte er gute Beziehungen zum Sultan der Sultane von
Gujarat, Länder der Könige (Muluks) Indiens, Sindh, Basra, Kufa, Oman, Kirman, Schiras usw., bis er seine Herrschaft und Dominanz stabilisierte und seine Gerechtigkeit verbreitete. Er rüstete Schiffe aus und schickte sie überall hin. Von allen Seehäfen wie Mekka, Dschidda, Aden, Sofala, Jemen, China, Europa, Calicut und Bengalen kamen sie auf dem Seeweg und brachten hochwertige Waren von überall nach dorthin und sie brachten wertvolle Güter aus den Städten Fars, Iraks und Churasans zu dieser Stelle. Von allem, was auf dem Seeweg kam, nahmen sie ein Zehntel, und von allem, was aus [umliegenden Gebieten] nach 
Churasan gebracht wurde, nahmen sie ein halbes Zehntel, und es ist bis jetzt der gleiche Weg und die gleiche Ordnung geblieben und in diesem Jahr (747/1346) stieg seine Seele – nachdem er zweiundzwanzig Jahre lang ehrenhaft regiert hatte – in das heilige Land auf“

Während der Herrschaft Turan Schahs I. und seines Sohns Bahman Schah versuchten die Nachfolger der Ilchane wieder mehr Kontrolle über Ormus zu erlangen. Ein Versuch von Muhammad Muzaffar, Ormus zu kontrollieren, wurden von Turan Schah abgewehrt, der im Wesentlichen den Herrscher der Muzaffariden durch Zahlungen auf Abstand hielt. Durch diese Tributzahlungen schafften es die Herrscher von Ormus, sich aus regionalen Konflikten fernzuhalten und ihre kommerzielle Vormachtstellung zu bewahren. Die Kontrolle über Inseln wie Bahrain versorgte das Königreich auch mit Exportgütern wie Perlen, was den Herrschern ein zusätzliches Einkommensmittel darstellte.
Ein späterer Beobachter, Gaspar da Cruz sagte:

„Hormuz . . . is, among all the wealthy countries of India, one of the wealthiest, through the many and rich goods that come thither from all parts of India, and from the whole of Arabia and of Persia, as far as the territories of the [Mongols], and even from Russia in Europe I saw merchants there, and from Venice. And thus the inhabitants of Ormuz say that the whole world is a ring and Hormuz is the stone thereof.“

„Ormus ... ist unter allen reichen Ländern Indiens eines der reichsten, durch die vielen und reichen Güter, die aus allen Teilen Indiens und aus ganz Arabien und Persien bis zu den fernen Territorien der [Mongolen] hierher kommen, und ich sah dort sogar Kaufleute aus Russland in Europa und aus Venedig. Und so sagen die Einwohner von Ormuz, dass die ganze Welt ein Ring ist und Ormus der Edelstein darin.“

Muhammad Schah I., der Sohn von Bahman Schah, war ein Zeitgenosse der späteren Timuriden. Im Kampf zwischen den Timuriden Umar Schaich und Dschahangir wurde Ormus' Besitz auf dem Festland, insbesondere in der Gegend von Mughistan, dem Erholungsort der reichen Ormusis, bedroht. Muhammad Schah gelang es, die timuridischen Fürsten abzuwehren, obwohl Mughistan mindestens einmal von Dschahangir angegriffen wurde.
Bahman Schah II. und Turan Schah II. herrschten während einer erfolgreichen Periode, als die Könige von Ormus zu Förderern des Lernens und Wissens wurden. Als sunnitische Könige waren sie sehr tolerant gegenüber Schiiten, nestorianischen Christen, Juden, Hindus und sogar „Heiden“ (höchstwahrscheinlich Hindus). Sie bauten mehrere Schulen, in denen Gelehrte wie Safi ad-Din Iji wohnten und unterrichteten, und Turan Schah II. selbst schien ein versierter Dichter gewesen zu sein. Tatsächlich war sein heute verschollenes Werk Schahnameh-e Turan Schahi die Hauptquelle für die Geschichte von Hormuz. Die Übersetzung durch spätere portugiesische Reisende und Gelehrte wie Pedro Teixeira ist alles, was wir über die frühe Geschichte von Ormus wissen, einschließlich seiner alten Könige.
Die vier Söhne von Turan Schah II. gerieten in eine Rivalität um die Nachfolge ihres Vaters, wobei Schahweis Schengelschah zunächst als Sieger hervorging. Sein Bruder Salghur Schah schaffte es jedoch, seinen Bruder abzusetzen und dessen Söhnen des Throns zu berauben. Salghur Schah regierte bis 1504. Seine Herrschaft war vielleicht die letzte Periode des Wohlstands für Ormus vor der Ankunft der Portugiesen. Die beiden Söhne von Salghur Schahs, darunter Turan Schah III., regierten weniger als ein Jahr, bevor sie von ihrem Cousin Sayfud-Din Abu Nasr Schah gestürzt wurden.
Während seiner Regierungszeit versuchten die Portugiesen 1507 Ormus zu erobern, was ihnen dann 1515 unter Afonso de Albuquerque gelang. Dies führte zur Errichtung einer portugiesischen Festung auf der Insel und zur Übernahme des Zollhauses durch die Portugiesen, was zu einem anhaltenden Niedergang des Handelsimperiums von Ormus führte.

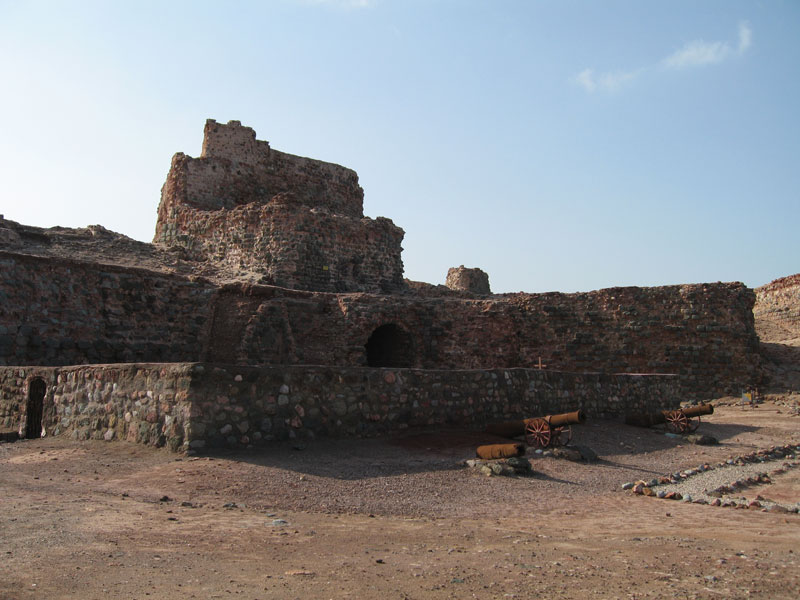
Die portugiesische Festung auf Hormuz

### Portugiesische Eroberung

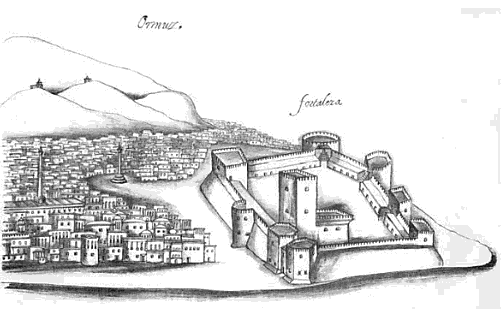
Die portugiesische Festung auf Ormus

Im September 1507 landete der Portuguese Afonso de Albuquerque zum ersten Mal auf der Insel, die ab 1515 bis 1622 portugiesisch besetzt blieb.
Während dieser Okkupation wurde der Westen zum ersten Mal auf die Mandäer aufmerksam. Die Mandäer waren wegen ihrer Verfolgung im Vilâyet Bagdad (welches zu der Zeit auch Basra und Chuzestan umfasste) nach Ormus ausgewandert. Als die Portugiesen ihnen zum ersten Mal begegneten, identifizierten sie sie fälschlicherweise als „Johannes-Christen“, analog zu den Thomaschristen von Indien. Die Mandäer waren ihrerseits nur allzu bereit, die Verwirrung auszunutzen, und boten an, die päpstliche Autorität und die portugiesische Oberhoheit zu akzeptieren, wenn die Portugiesen gegen das Osmanische Reich kämpften und ihre Glaubensbrüder befreien würden. Die Portugiesen waren von der Aussicht auf eine scheinbar große freundlich gesinnte christliche Gemeinschaft unter muslimischer Herrschaft angezogen. Erst nachdem sich die Portugiesen der Eroberung von Basra verschrieben hatten, stellten sie fest, dass die Mandäer nicht das waren, was sie vorgaben.
Als Vasallen des portugiesischen Staates beteiligte sich das Königreich Ormus gemeinsam an der Invasion von Bahrain im Jahr 1521, die die dschabridische Herrschaft über den Persischen Golf beendete. Der dschabridische Herrscher war nominell ein Vasall Ormus', aber König Muqrin ibn Zamil hatte die Tributzahlungen eingestellt, was die Invasion unter dem Kommando des portugiesischen Eroberers António Correia auslöste. Bei den Kämpfen um Bahrain wurde der größte Teil des Kampfes von portugiesischen Truppen durchgeführt, während der Ormusi-Admiral Reis Xarafo lediglich zusah. Die Portugiesen regierten Bahrain mit Hilfe einer Reihe von Ormusi-Gouverneuren. Doch die sunnitischen Ormusi waren bei der schiitischen Bevölkerung Bahrains, die unter religiösen Nachteilen litt, nicht beliebt, was zu Rebellionen führte. In einem Fall wurde sogar ein Ormusi-Gouverneur von Rebellen gekreuzigt. Die portugiesische Herrschaft in Bahrain endete 1602, nachdem der Ormusi-Gouverneur, der ein Verwandter des Ormusi-Königs war, Mitglieder wichtiger Familien Bahrains hinrichten ließ.
Nachdem die Portugiesen mehrfach vergebens versucht hatten Basra ein zu nehmen, eroberte der Safawiden-Herrscher Abbas I. von Persien das Königreich Ormus 1622 mit englischer Hilfe und vertrieb so die Portugiesen mit Ausnahme von Maskat aus dem Rest des Persischen Golfs. Die Portugiesen kehrten im folgenden Jahr als Verbündete Afrasiyabs, des Paschas von Basra, gegen die Perser an den Persischen Golf zurück. Afrasiyab selbst war früher ein osmanischer Vasall, war aber seit 1612 praktisch unabhängig. Die Portugiesen kehrten nie nach Ormus zurück.
Mitte des 17. Jahrhunderts wurde Ormus vom Imam von Maskat erobert, fiel später jedoch wieder an Persien zurück, dessen Teil es bis heute geblieben ist.

## Europäische Berichte über Ormus

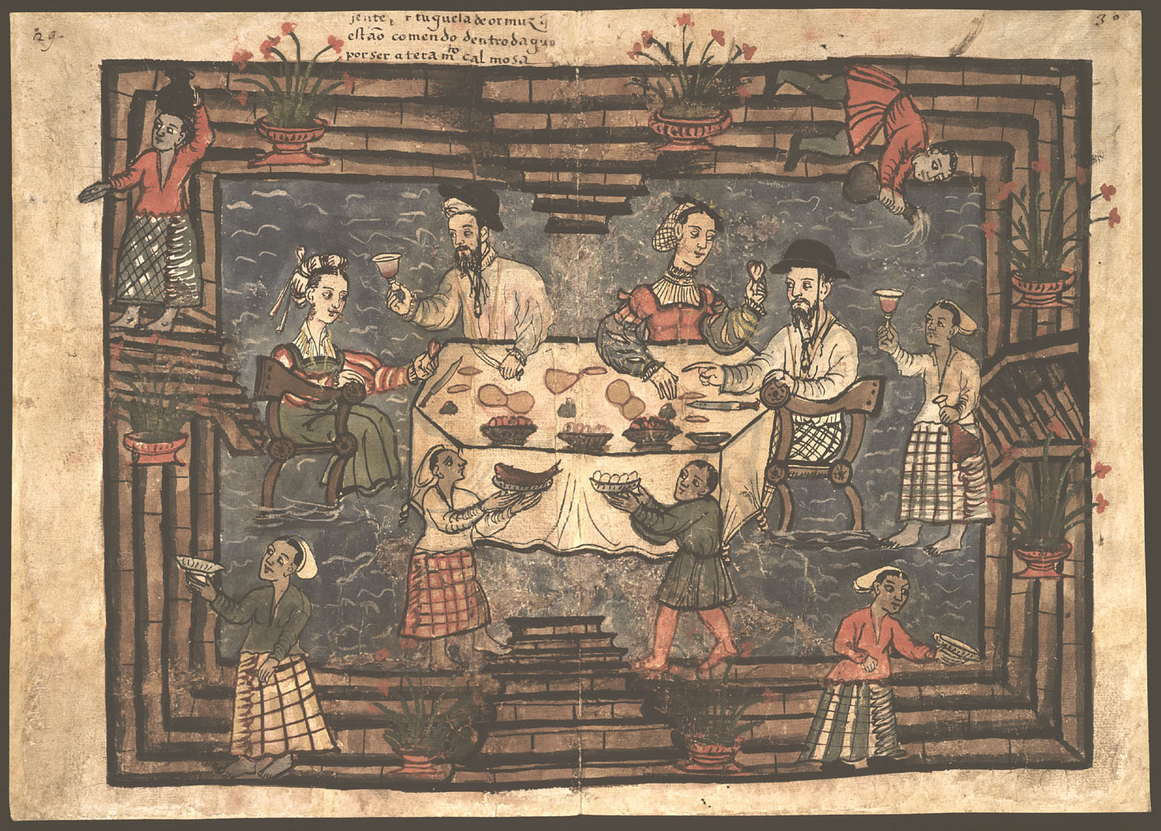
Portugiesischer Haushalt in Ormus. Häuser wurden wegen der Hitze absichtlich geflutet (Aus dem Códice Casanatense)

Ormus, zwischen dem Persischen Golf und dem Indischen Ozean gelegen, war ein „Inbegriff für Reichtum und Luxus“, vielleicht am besten im arabischen Sprichwort festgehalten: „Wenn die ganze Welt ein goldener Ring wäre, wäre Ormus das Juwel darin“. Die Stadt war nach Berichten portugiesischer Besucher auch für ihre Zügellosigkeit bekannt. Duarte Barbosa, einer der ersten Portugiesen, die im frühen 16. Jahrhundert nach Ormus reisten, fand:

„The merchants of this isle and city are Persians and Arabs. The Persians [speak Arabic and another language which they call Psa], are tall and well-looking, and a fine and up-standing folk, both men and women; they are stout and comfortable. They hold the creed of Mafamede in great honour. They indulge themselves greatly, so much so that they keep among them youths for the purpose of abominable wickedness. They are musicians, and have instruments of diverse kinds. The Arabs are blacker and swarthier than they.“

„Die Kaufleute dieser Insel und Stadt sind Perser und Araber. Die Perser [sprechen Arabisch und eine andere Sprache, die sie Psa nennen], sind groß und gutaussehend und ein feines und hochstehendes Volk, sowohl Männer als auch Frauen; sie sind robust und bequem. Sie halten das Glaubensbekenntnis von Mafamede [Mohammed] in großer Ehre. Sie gönnen sich viel, so sehr, dass sie Jugendliche zum Zweck abscheulicher Bosheit unter sich behalten. Sie sind Musiker und haben Instrumente verschiedener Art. Die Araber sind schwärzer und dunkler als sie.“

Dieses Thema spielt auch eine wichtige Rolle in Henry James Coleridges Bericht über Ormus in seinem Leben als Navarrese-Missionar Franz Xaver, der Ormus auf seinem Weg nach Japan besuchte:

„Its moral state was enormously and infamously bad. It was the home of the foulest sensuality, and of all the most corrupted forms of every religion in the East. The Christians were as bad as the rest in the extreme license of their lives. There were few priests, but they were a disgrace to their name. The Arabs and the Persians had introduced and made common the most detestable forms of vice. Ormuz was said to be a Babel for its confusion of tongues, and for its moral abominations to match the cities of the Plain. A lawful marriage was a rare exception. Foreigners, soldiers and merchants, threw off all restraint in the indulgence of their passions ... Avarice was made a science: it was studied and practiced, not for gain, but for its own sake, and for the pleasure of cheating. Evil had become good, and it was thought good trade to break promises and think nothing of engagements ...“

„Sein moralischer Zustand war enorm und berüchtigt schlecht. Es war die Heimat der übelsten Sinnlichkeit und aller korruptesten Formen jeder Religion im Osten. Die Christen waren in der extremen Lizenz ihres Lebens genauso schlecht wie die anderen. Es gab nur wenige Priester, aber sie waren eine Schande für ihren Namen. Die Araber und Perser hatten die verabscheuungswürdigsten Formen des Laster eingeführt und gemeinsam gemacht. Ormuz soll wegen seiner Zungenverwirrung und seiner moralischen Gräuel, die den Städten der Ebene entsprechen, ein Babel sein. Eine rechtmäßige Ehe war eine seltene Ausnahme. Ausländer, Soldaten und Kaufleute warfen alle Zurückhaltung in der Nachsicht ihrer Leidenschaften ab ... Geiz wurde zu einer Wissenschaft gemacht: Sie wurde studiert und praktiziert, nicht zum Gewinn, sondern um ihrer selbst willen und zum Vergnügen des Betrugs. Das Böse war gut geworden, und es wurde für einen guten Handel gehalten, Versprechen zu brechen und nichts an Verpflichtungen zu denken ...“

## Darstellung in der Literatur
Ormus wird in einer Passage aus John Miltons epischem Gedicht Paradise Lost (2. Gesang, Zeilen 1–5) erwähnt, in der Satans Thron all den Reichthum Indiens und Ormuz's [...] Weit überstrahlte, von dem Douglas Brooks feststellt, dass Milton Ormus mit dem „Erhabenen, aber perversen Orient“ verbindet. Es wird auch in Andrew Marvells Gedicht Bermudas erwähnt, in dem Granatäpfel als „Juwelen, die reicher sind als Ormus“ beschrieben werden. In Hart Cranes Sonett To Emily Dickinson erscheint es im Vers Some reconcilement of remotest mind– / Leaves Ormus rubyless, and Ophir chill. Das Drama Alaham von Fulke Greville spielt in Ormus.

## Herrscherliste
Die alten Könige (Muluk al-Qadim)
(Vasallen der Kirman-Seldschuken bis etwa 1247)
- Muhammed I. Deramku, etwa 1060
- Sulaiman b. Muhammad
- Isa Jaschu b. Sulaiman († 1150)
- Laschkari b. Isa († 1189)
- Kay Qobad b. Laschkari
- Isa b. Kay Qobad
- Mahmud b. Kay Qobad
- Schahanschah b. Mahmud († 1202)
- Abu Nasr b. Kay Qobad (Eroberung durch den Salghuriden Abu Bakr)
- Mir Schihab ud-Dina Mahmud (Malang) b. Isa († 1247)
  - (zusammen mit seiner Ehefrau Bībī Nāssir ud-Dīn)

Die neuen Könige (Muluk Jadid)
- Rokn ed-Din Mahmud Qalhati (1242–1277)
  - (zusammen mit seiner Frau Bībī Nāssir ud-Dīn)
- Qutb ud-Din Tahmtan I b. Mahmud Qalahati (unter Bībī Nāssir ud-Dīns Vormundschaft)
- Seyf ed-Din Nusrat b. Mahmud (1277–1290)
- Taj ud-Din Mas'ud b. Mahmud (1290–1293)
- Mir Baha ud-din Ayaz Seyfi (zusammen mit seiner Frau Bibi Maryam; 1293–1311; verlegte die Hauptstadt nach Dscharun)
- Izz ud-Din Gurdānschah (Wiederherstellung der alten Dynastie; 1317–1311)
- Schihab ud-Din Yusef (1317–1319)
- Bahramschah (1319)
- Qutb al-Din Tahmtan II b. Gurdānschah (1345–1319)
- Nizam ud-Din Kay Qubad b. Gurdānschah (Usurpation 1345–1346)
- Turan Schah I. (Yusef) b. Tahmtan (1346–1377)
- Bahman Schah b. Turan Schah (1377–1389)
- Muhammad Schah I b. Bahman Schah (1389–1400)
- Bahman Schah II. b. Muhammad Schah
- Fakhruddin Turan Schah II. b. Firuz Schah b. Muhammad Schah
- Schahweis Shengel Schah b. Turan Schah
- Salghur Schah b. Turan Schah
- Turan Schah II. b. Salghur Schah
- Sayf ud-Din Aba Nasr Schah b. Schengel Schah
- Turan Schah IV. b. Schengel Schah (1513–1521; Afonso de Albuquerque erobert 1515 das Reich)
- Muhammad Schah II. b. Turan Schah (1521–1534)
- Salghur Schah II. b. Turan Schah (1534–1543)
- Fakhr ud-Din Turan Schah V. b. Salghur Schah II. (1543–1565)
- Muhammad Schah III. b. Firuz Schah b. Turan Schah V. (1565)
- Farrukh Schah I. b. Muhammad Schah (1565–1597)
- Turan Schah VI. b. Farrukh Schah (1597)
- Farrukh Schah II. b. Turan Schah VI. (1597–1602)
- Firuz Schah b. Farrukh Schah II. (1602–1609)
- Muhammad Schah IV. b. Firuz Schah (1609–1622; Eroberung der Reiches durch Abbas I.)

## Bibliographie
- Aubin, Jean. “Les Princes d’Ormuz du XIIIe au XVe siècle.” Journal asiatique, vol. CCXLI, 1953, pp. 77–137.
- Natanzi, Mo'in ad-Din. Montakhab ut-Tawarikh-e Mo'ini. ed. Parvin Estakhri. Tehran: Asateer, 1383 (2004).
- Qa'em Maqami, Jahangir. „Asnad-e Farsi o Arabi o Torki dar Arshiv-e Melli-ye Porteghal Darbarey-e Hormuz o Khaleej-e Fars.“ Barrasihaa-ye Tarikhi (1356–1357).
- Shabankareyi, Muhammad b Ali. Majma al-Ansab. ed. Mir-Hashem Mohadess. Tehran: Amir Kabir, 1363 (1984).
- Vosoughi, Mohammad Bagher. „the Kings of Hormuz: from the Beginning until the Arrival of the Portuguese.“ in Lawrence G. Potter (ed.) The Persian Gulf in History, New York: Palgrave MacMillan, 2009.